# Béni Abbès
Béni Abbès (em árabe: بني عباس), também conhecida como a Pérola do Saoura, e também como a Oásis Branca, é uma cidade e comuna localizada na província de Béchar, Argélia. Sua população era de 11 416 habitantes, em 2008.